# Château d'Enjaux
Le château d'Enjaux est un château situé à Saint-Agnan, dans le Tarn (France).
Aujourd'hui ruiné à cause d'un incendie volontaire en 1944, il abritait auparavant la principale radio privée de France, Radio Toulouse.

## Historique

### Origine
Le château d'Enjaux a sûrement été édifié au cours du XVe siècle. Au XVIIe siècle, la marquise de Sévigné en parle dans l'une de ses correspondances,.

### Émetteur de Radio Toulouse
Pour un article plus général, voir Radio Toulouse.
Au XXe siècle, avant la Seconde Guerre mondiale, le château d'Enjaux devient le centre de diffusion de Radio Toulouse, le plus puissant poste privé de France. En effet, il est racheté en 1930 par les créateurs de la radio, Léon Kierzkowski et Jacques Trémoulet. Ils y installent deux pylônes de 120 mètres de hauteur; ainsi qu'un bassin de 400 m3 pour refroidir les lampes, bassin qui existe toujours. Après l'incendie des locaux de la radio à Balma (1933), il devient le centre principal de la radio. En 1934, sa puissance d'émission passe à 60 kW. De nombreux artistes viennent se produire en direct dans les studios installés au château ou dans le grand parc, et souvent devant un public. C'est ainsi qu'Edith Piaf, Pierre Nougaro ou Maurice Chevalier se produisent au château.
Sous le régime de Vichy, l'émetteur sert dans un premier temps à retransmettre la radio du gouvernement, mais finalement, Radio Toulouse revient grâce aux bonnes relations de Jacques Trémoulet avec Pierre Laval. Malgré l'arrivée des allemands dans la région en novembre 1942, il continue à diffuser des musiques parfois interdites ailleurs. Néanmoins, son compagnon, Léon Kierzkowski est contraint de fuir à cause de suspicions sur des origines juives,. 
Lors de la libération française, en 1944, alors que l'édifice est occupé par des militaires allemands, ceux-ci l'abandonnent en l'incendiant et en détruisant l'émetteur. Le feu ravage totalement le château.

### Aujourd'hui
Le château d'Enjaux, ruiné et abandonné, sert un temps de hangar agricole.
En novembre 2017, il est racheté par Stephen et Virginie Ferrara, un couple d'entrepreneurs locaux. Ils ont pour objectif de sauver l'édifice de la ruine, avec l'aide de l'architecte Guy Maronese.

## Architecture
Le château d'Enjaux se présente sous la forme d'un corps de logis rectangulaire, orienté d'est en ouest. Prolongé des deux côtés par des ailes plus basse, il s'élevait sur deux étages. Sa façade principale, au Sud, était encadrée par deux tours carrées, et ses ailes étaient aussi flanquée de deux tours du même style en leurs extrémités. La façade arrière était quant à elle flanquée de deux tourelles rondes. La majeure partie de la toiture a disparu, sauf celle surmontant l'aile est.
Lorsqu'il accueillait Radio Toulouse, l'intérieur était très luxueux et accueillait une multitude de chambres, un studio et une salle de bal.
Le domaine du château s'étend sur près de 70 hectares, et on peut y trouver une petite chapelle.